# Pleioblastus
Pleioblastus ist eine Gattung aus der Tribus Arundinarieae, der verholzenden Bambusarten aus der gemäßigten Klimazone. 

## Beschreibung
Die Arten der Gattung sind mehrjährig, eher klein und wachsen strauch- oder baumartig. Die Rhizome sind leptomorph, also lang und mehr oder weniger unverzweigt (monopodial). Die Halme wachsen mehr oder weniger aufrecht bis hängend in mehreren Büscheln. Sie erreichen eine Höhe von 0,5 bis 8 Metern und Durchmesser von 0,1 bis 4 Zentimetern. Die Knoten sind verdickt. Die Internodien sind unbehaart, glatt oder rau, über dem Knoten leicht gefurcht und unter den Knoten bereift. Die Astknospen sind groß, die zugehörigen Vorblätter zweifach gekielt. Je Knospe werden abhängig von der Art ein, zwei, drei oder bis zu neun lange Äste gebildet, wobei einer dominant oder alle etwa gleich dick sein können. Die Halmscheiden sind bleibend und beinahe ledrig. Die Halmblattspreite ist häufig zurückgebogen und fällt früh ab. Die Laubblätter sind bleibend, die Laubblattspreiten sind klein bis mittelgroß. Sie können querverlaufende Blattadern zeigen. Die Blattränder überstehen den Winter meist ohne dass Teile absterben.
Die Blütenstände sind offen und trauben- bis rispenförmig. Die Seitenäste zeigen an der Basis kleine Tragblätter oder Haare. Die Ährchen wachsen auf langen, dünnen Stielen, sind 1 bis 4 Zentimeter lang und haben vier bis acht Blütchen. Die ein oder zwei selten bis fünf Hüllspelzen sind dünn, lose, stehen an der Basis rudimentärer Knospen und sind deutlich kürzer als die erste Deckspelze. Die Vorspelze erreicht eine Länge von bis zu 1 Zentimeter. Je Blüte werden drei kahle oder bewimperte Schwellkörper und drei Staubblätter gebildet. Der Fruchtknoten ist unbehaart und trägt und drei Narben. Die Früchte sind Karyopsen.

## Verbreitung und Ökologie
Das Verbreitungsgebiet der Arten liegt in Asien (beispielsweise in China, Japan und Vietnam), in Australasien und auf pazifischen Inseln, wo sie im gemäßigten Klima zu finden sind.

## Systematik und Forschungsgeschichte
Pleioblastus gehört zu der Tribus Arundinarieae. Sie wurde 1925 von Takenoshin Nakai im Journal of the Arnold Arboretum Band 6, Seite 145 aufgestellt. Synonyme der Gattung sind Nipponocalamus Nakai und Polyanthus C.H.Hu.

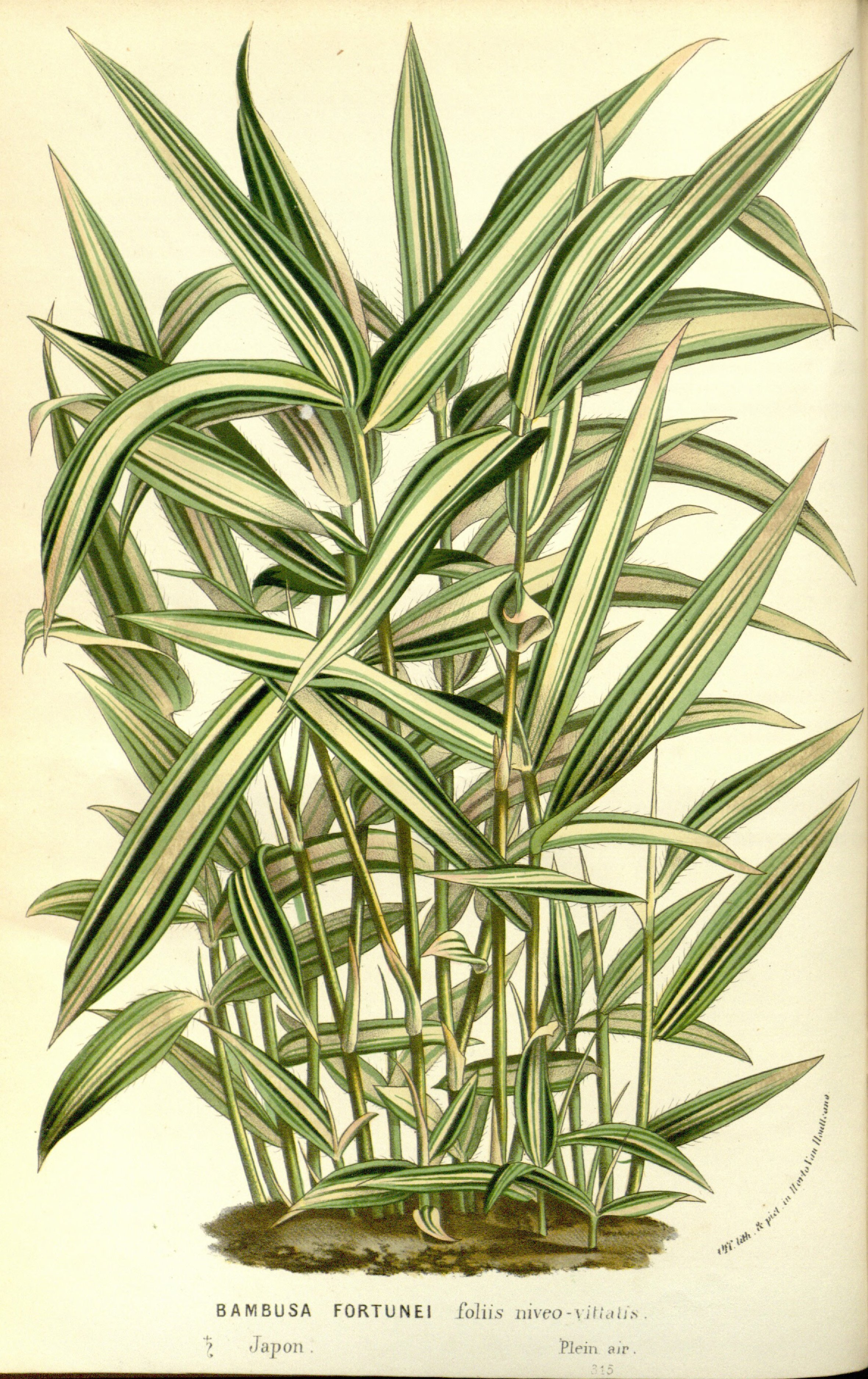
Pleioblastus fortunei, Illustration

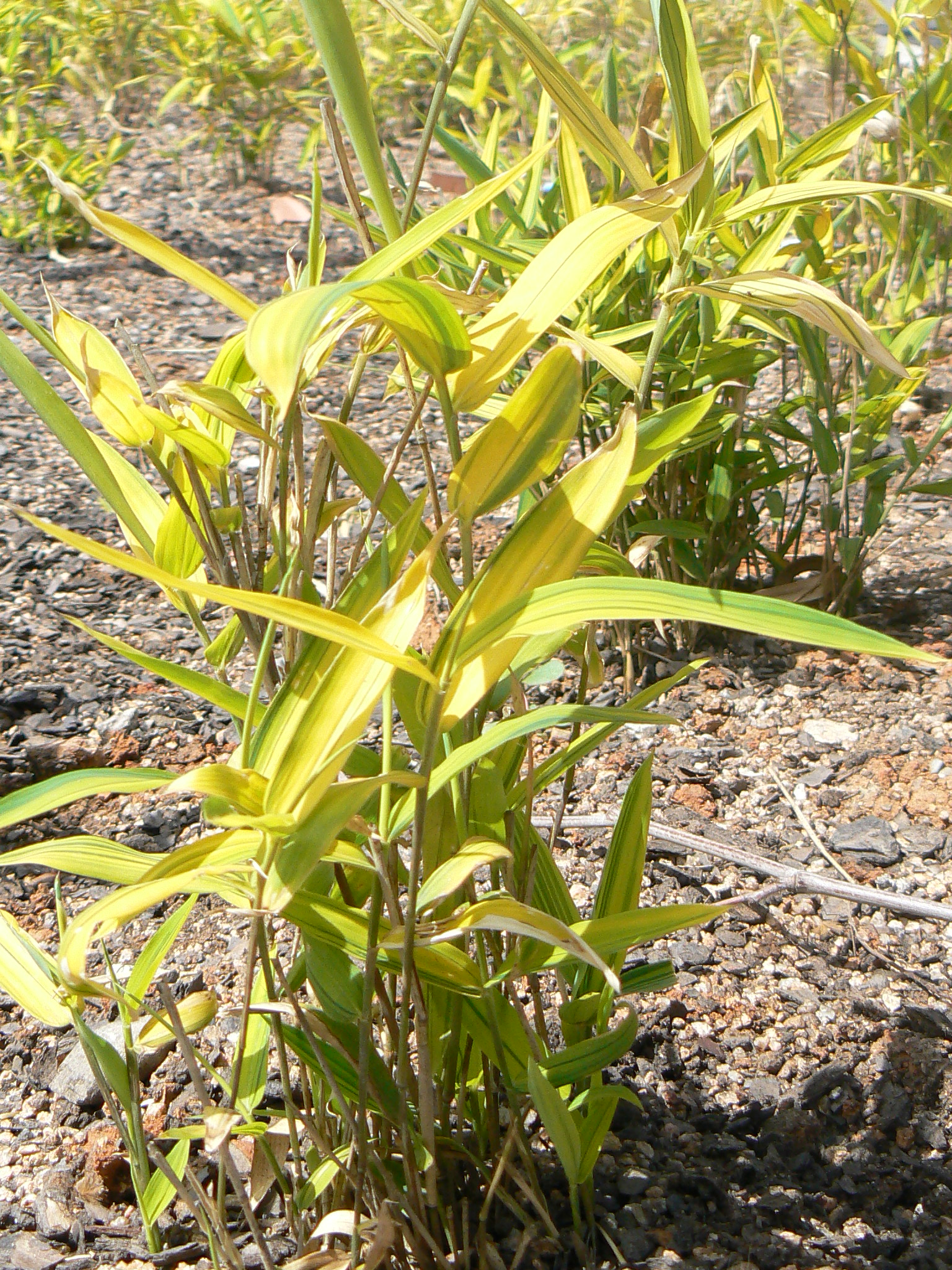
Pleioblastus viridistriatus

Der Gattung werden folgende Arten zugerechnet:
- Pleioblastus altiligulatus S.L.Chen & S.Y.Chen: Fujian, Hunan, Zhejiang.[5]
- Pleioblastus amarus (Keng) Keng f.: Südliches China.[5]
- Pleioblastus argenteostriatus (Regel) Nakai: Südlich-zentrales und südliches Japan.[5]
- Pleioblastus distichus (Mitford) Nakai: Japan.[5]
- Pleioblastus fortunei (Van Houtte) Nakai: Zentrales und südliches Japan.[5]
- Pleioblastus glabrinodus G.H.Lai: Die 2012 erstbeschriebene Art kommt in Anhui vor.[5]
- Pleioblastus gramineus (Bean) Nakai: Sie kommt auf den Nansei-Inseln vor.[5]
- Pleioblastus guilongshanensis M.M.Lin: Fujian.[5]
- Pleioblastus hattorianus Koidz.: Honshu.[5]
- Pleioblastus hsienchuensis T.H.Wen: Zhejiang.[5]
- Pleioblastus incarnatus S.L.Chen & G.Y.Sheng: Fujian.[5]
- Pleioblastus kodzumae Makino: Kyushu.[5]
- Pleioblastus linearis (Hack.) Nakai: Nansei-Inseln.[5]
- Pleioblastus maculatus (McClure) C.D.Chu & C.S.Chao: Zentrales und südliches China.[5]
- Pleioblastus matsunoi Nakai: Honshu.[5]
- Pleioblastus nagashima (Mitford) Nakai: Honshu und Kyushu.[5]
- Pleioblastus pseudosasaoides Sad.Suzuki: Zentrales Honshu.[5]
- Pleioblastus rugatus T.H.Wen & S.Y.Chen: Zhejiang.[5]
- Pleioblastus sanmingensis S.L.Chen & G.Y.Sheng: Fujian.[5]
- Pleioblastus simonii (Carrière) Nakai: Zentrales und südliches Japan.[5]
- Pleioblastus solidus S.Y.Chen: Jiangsu, Zhejiang.[5]
- Pleioblastus truncatus T.H.Wen: Zhejiang.[5]
- Pleioblastus viridistriatus (Regel) Makino (Syn.: Pleioblastus kongosanensis Makino): Zentrales und südliches Japan.[5]
- Pleioblastus wuyishanensis Q.F.Zheng & K.F.Huang: Fujian.[5]
- Pleioblastus yixingensis S.L.Chen & S.Y.Chen: Jiangsu.[5]